# Peachester
Peachester – miasto w Australii, w stanie Queensland.